# Wentorf bei Hamburg
Wentorf bei Hamburg é um município do distrito de Stormarn, no estado de Schleswig-Holstein, Alemanha.